# Phaonia disjuncta
Phaonia disjuncta är en tvåvingeart som beskrevs av Stein 1916. Phaonia disjuncta ingår i släktet Phaonia och familjen husflugor. Inga underarter finns listade i Catalogue of Life.